# Robert Southwell (diplomat)
Robert Southwell, född den 31 december 1635 nära Kinsale i grevskapet Cork, död den 11 september 1702 på Kings Weston House nära Bristol, var en  engelsk diplomat  och lärd. Han var son till Robert Southwell (1608–1677).
Southwell var president i Royal Society 1690–1695.